# Северный полюс-37
Северный полюс-37 (СП-37) — российская научная дрейфующая станция (7 сентября 2009 года — 6 июня 2010 года). Экспедицию СП-37 доставил атомоход «Ямал». Вместе с полярниками с СП-36, экипажем атомохода «Ямал» в выгрузке оборудования и продовольствия для СП-37 принимали участие 7 курсантов 4-го курса Государственной Академии имени адмирала С. О. Макарова.
Начальник станции — Сергей Борисович Лесенков. Экспедиция состояла из 15 полярников. Станция СП-37 располагалась на ледовом поле размерами более 10 км² и толщиной льда до 3 метров.
Работа станции СП-37 была завершена раньше, чем планировалось. Льдина, где она находилась, начала дрейфовать по необычному маршруту — её не вынесло в пролив Фрама (между Гренландией и Европой), а «забросило» к берегам Канады. Ученые ожидали, что здесь льдина сможет продержаться ещё около года. Дрейф льдины, на которой базировалась научная станция, составил около 2 тысяч километров.

## Состав дрейфующей станции СП-37
1. Лесенков Сергей Борисович — к.г.н, начальник дрейфующей станции
2. Новохатский Евгений Иванович — зам. начальника дрейфующей станции
3. Ужакин Иван Сергеевич — врач
4. Макаров Сергей Анатольевич — начальник дизельной электростанции (ДЭС)
5. Румянцев Андрей Львович — начальник океанографического отряда
6. Гриб Игорь Викторович — метеоролог
7. Вахлаков Сергей Викторович — гидрограф
8. Кленов Андрей Сергеевич — инженер ДЭС
9. Кумышев Хусен Шаловатович — водитель
10. Тузлуков Дмитрий Гаврилович — ледоисследователь
11. Андрияйнен Юрий Викторович — ледоисследователь
12. Зимичев Владимир Павлович — океанолог
13. Семенов Сергей Анатольевич — аэролог
14. Куров Максим Александрович — техник-технолог
15. Логинов Алексей Александрович — радист

## Галерея

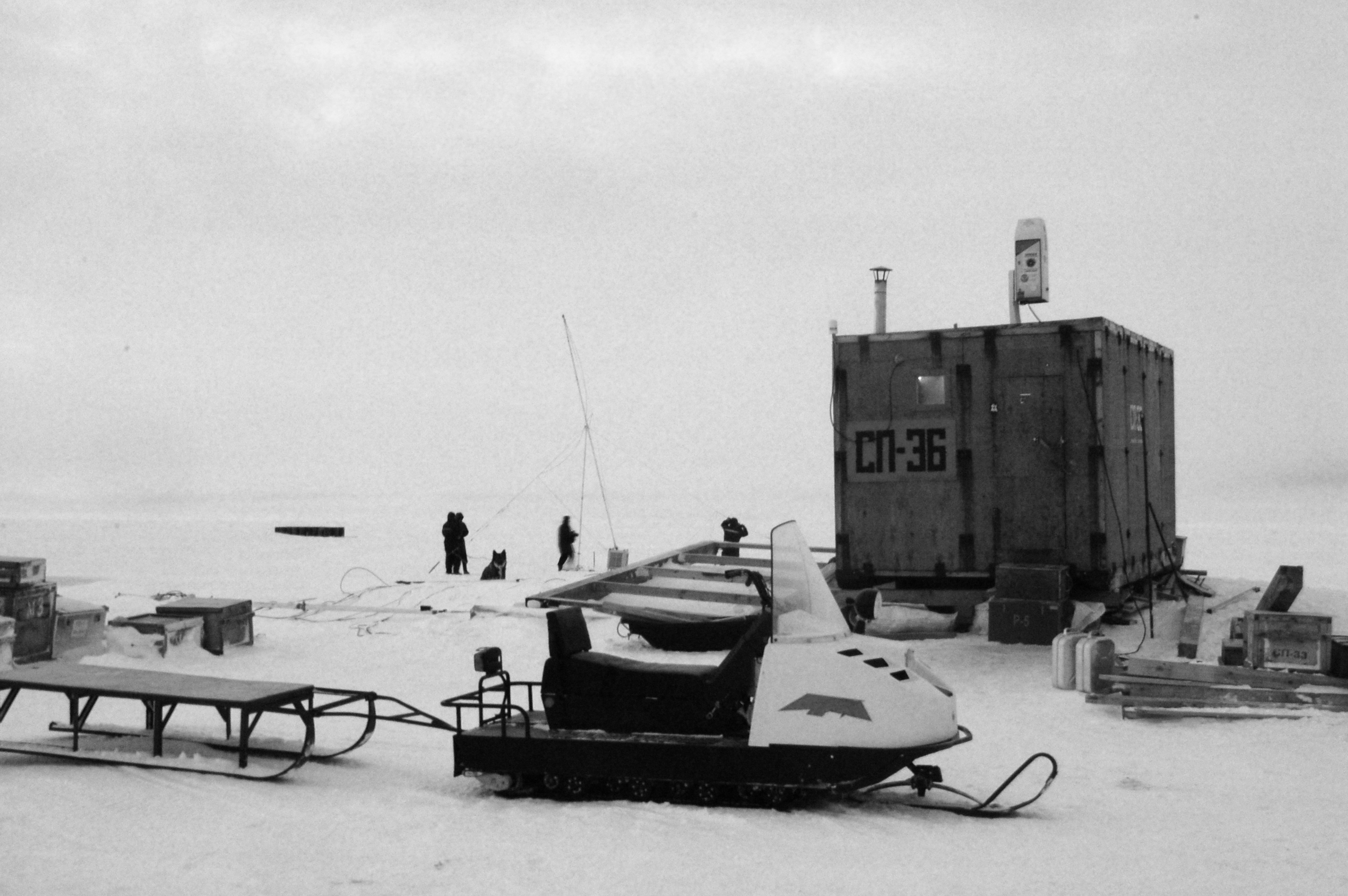
Открытие станции СП-37. Постановка метеостанции.
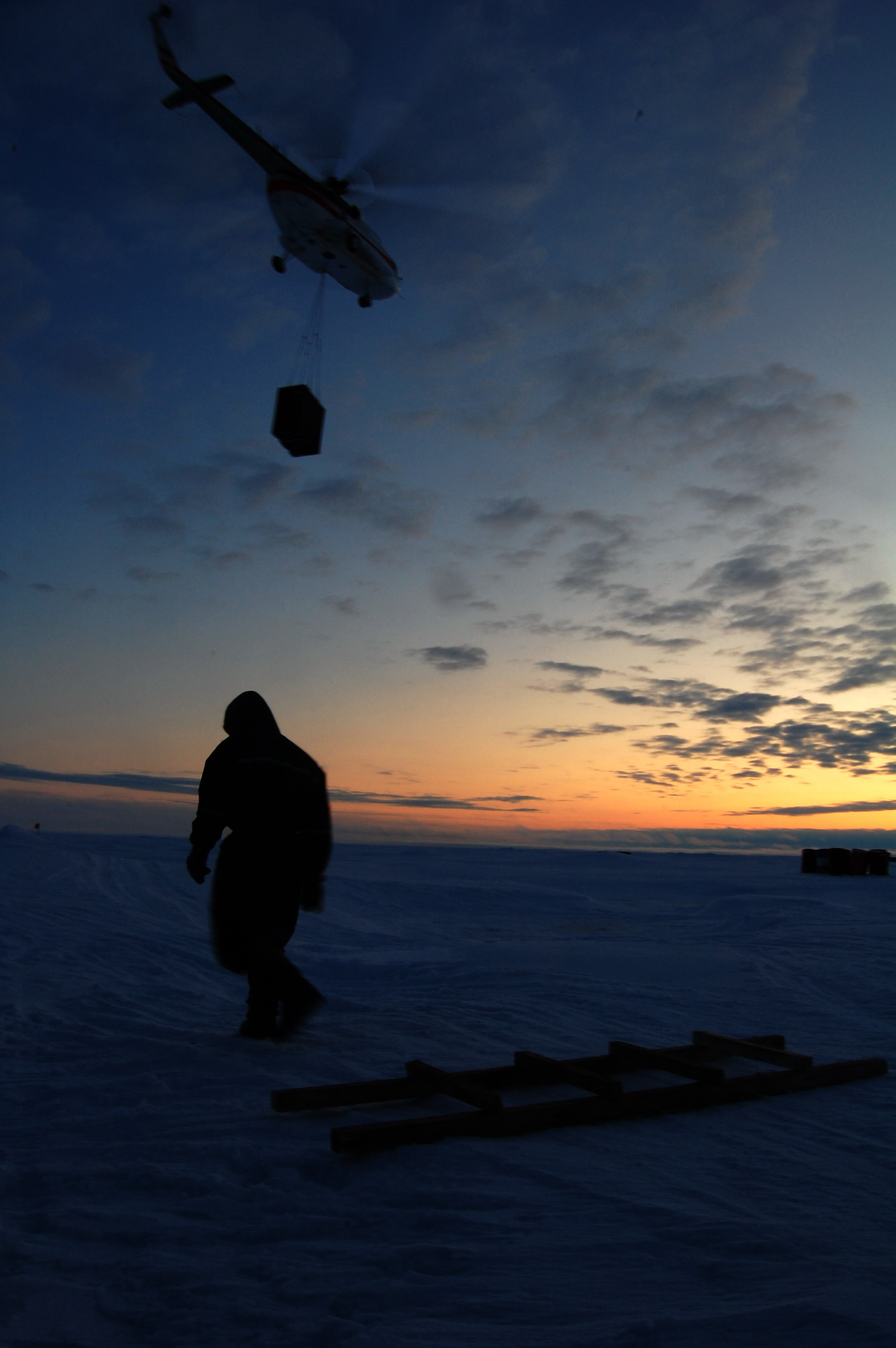
Выгрузка с помощью вертолёта
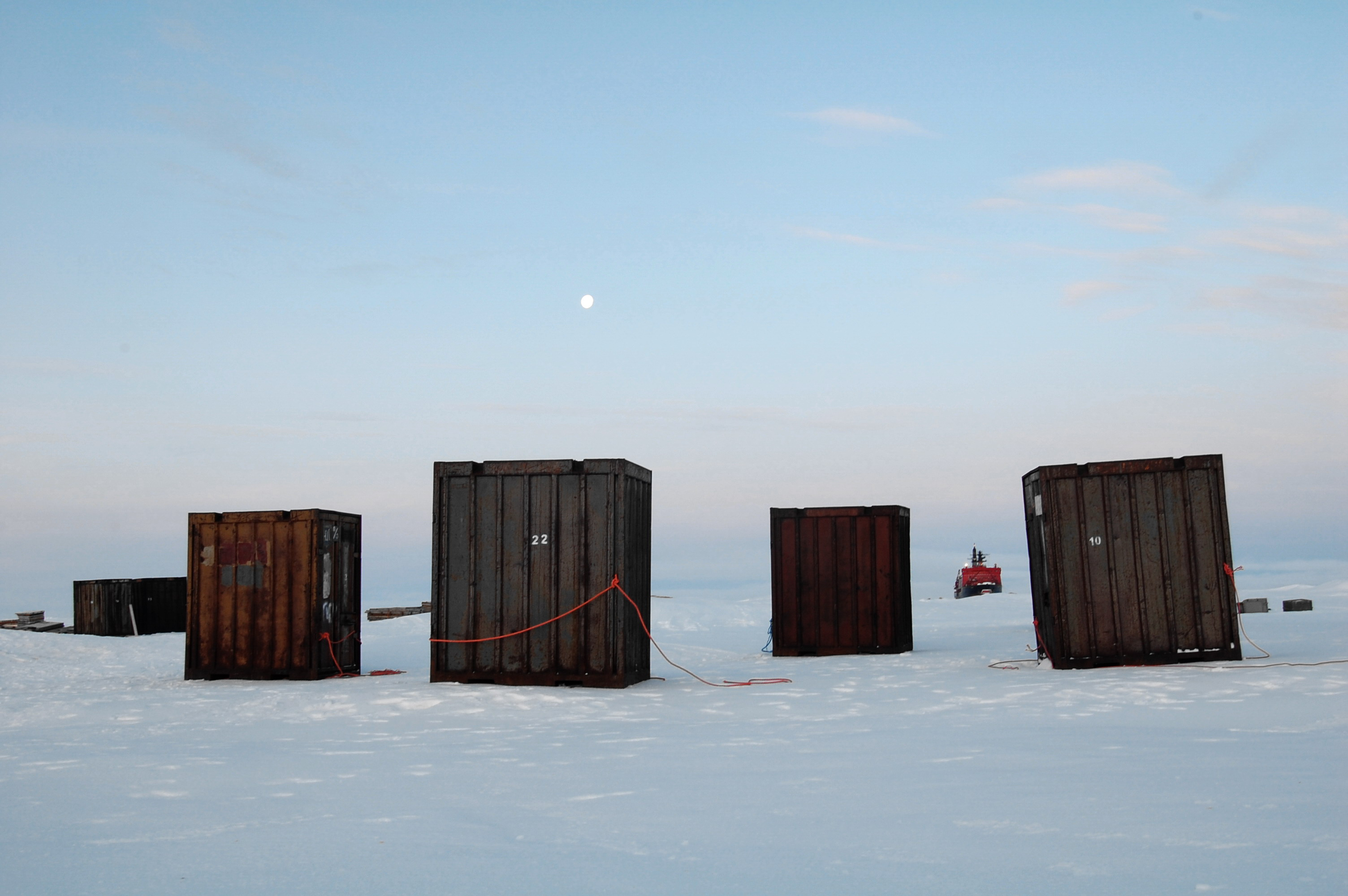
Выгрузка оборудования